# Cercles de pierres d'Oyu
Pour les articles homonymes, voir Cercle de pierres.
Les cercles de pierres d'Oyu font partie d'un site archéologique japonais, situé sur le territoire de la ville de Kazuno, préfecture d'Akita, région de Tohoku.
Les cercles de pierres d'Oyu sont datés des environs de 2000-1500 avant notre ère, durant le Jōmon récent, au cours de la période Jōmon. L'orientation des cercles est en relation avec la position du soleil lors du solstice d'été. Le centre des deux cercles de pierre et le groupe de pierres de type « cadran solaire » forment une ligne qui est dirigée vers le coucher du soleil lors du solstice d'été, ce qui suggère que les populations de l'époque Jōmon étaient attentifs aux solstice été/hiver, et aux équinoxes de printemps et d'automne.
D'étranges céramiques de la période Jōmon se présentant comme de petites plaques percées de divers trous laissent à penser que l'on a des représentations de figures humaines et de leurs orifices naturels, mais de nombreux trous surnuméraires restent énigmatiques.
L'endroit a été classé comme site historique en 1956.